# Eleonora Forenza
Eleonora Forenza, née le 10 novembre 1976 à Bari, est une femme politique italienne, membre du Parti de la refondation communiste (PRC) et de Pouvoir au peuple !.

## Biographie
Le 25 mai 2014, Eleonora Forenza est élue députée européenne sur la liste de L'autre Europe avec Tsipras en bénéficiant du renoncement  de Barbara Spinelli dans la circonscription Italie méridionale.
En janvier 2017, elle se porte candidate à la présidence du Parlement européen au nom du groupe parlementaire Gauche unitaire européenne / Gauche verte nordique (GUE/NGL).
Eleonora Forenza et son assistant parlementaire Antonio Perillo sont agressés par six militants d’extrême droite en aout 2018 en marge d'une manifestation contre le racisme. Antonio Perillo est hospitalisé à la suite de l'agression.